# Gmina Juuru
Gmina Juuru (est. Juuru vald) – dawna gmina w Estonii, w prowincji Raplamaa. Zlikwidowana w 2017 roku - jej obszar włączono do nowo utworzonej gminy Rapla. W roku likwidacji zamieszkana przez 1453 osoby. Jej powierzchnia wynosiła 125 km².
W skład gminy wchodziły:
- Alevik: Juuru.
- 14 wsi: Atla, Härgla, Helda, Hõreda, Jaluse, Järlepa, Kalda, Lõiuse, Mahtra, Maidla, Orguse, Pirgu, Sadala i Vankse.